# جرائم القتل في سوفيتشي ودولياني
جرائم القتل في سوفيتشي ودولياني تشير إلى جرائم الحرب التي ارتكبتها قوات الدفاع الكرواتية ضد البوشناق في 17 أبريل 1993 وبعد ذلك في قريتي دولياني وسوفيتشي.
وفقا للمحكمة الجنائية الدولية ليوغوسلافيا السابقة هاجمت القوات الكرواتية / مجلس الدفاع الكرواتي قريتي دولياني وسوفيتشي على بعد حوالي 50 كيلومتر شمال موستار في صباح يوم 17 أبريل 1993. كان الهجوم جزء من هجوم أكبر لقوات الدفاع الكرواتية يهدف إلى الاستيلاء على يابلانيكا البوسني الرئيسي بلدة يهيمن عليها المسلمون في المنطقة. كان قادة مجلس الدفاع الكرواتي قد حسبوا أنهم بحاجة إلى يومين لأخذ يابلانيكا. كان موقع سوفيتشي الجيوسياسي ذا أهمية إستراتيجية لمجلس الدفاع الكرواتي حيث كان في طريقه إلى يابلانيكا. بالنسبة للجيش البوسني كان بمثابة بوابة إلى هضبة ريسوفاك والتي يمكن أن تهيئ الظروف لمزيد من التقدم نحو ساحل البحر الأدرياتيكي.
بدأ هجوم مجلس الدفاع الكرواتي الأكبر على يابلانيكا في 15 أبريل 1993. دمرت المدفعية الجزء العلوي من سوفيتشي. رد الجيش البوسني ولكن في حوالي الساعة 5 مساء استسلم قائد الجيش البوسني في سوفيتشي جنبا إلى جنب مع ما يقرب من 70 إلى 75 جندي. تم اعتقال ما لا يقل عن 400 من المدنيين البوسنيين المسلمين وتم إيقاف تقدم مجلس الدفاع الكرواتي باتجاه يابلانيكا بعد التفاوض على اتفاق لوقف إطلاق النار.
أحرقت منازل المسلمين في المنطقة ودُمرت المساجد بشكل منهجي لضمان عدم عودة البوشناق.
تم تعذيب وقتل عدد من البوشناق الذين تم أسرهم من قبل كتيبة المحكوم عليهم وهي وحدة معروفة بقسوتها على البوشناق. كان بقيادة ملادن ناليتيليتش توتا. تم نقل بعض السجناء إلى محتشد اعتقال هيليودروم أو معسكرات أخرى مثل تلك الموجودة في ليوبوسكي حيث تعرضوا للضرب وسوء المعاملة.
عزا الفريق ميليفوي بيتكوفيتش المسؤولية عن سوفيتشي ودولياني إلى ماتي بوبان.